# Giuseppe Cecchetto
Giuseppe Cecchetto (Padova, 21 agosto 1876 – Padova, 14 novembre 1951) è stato un pittore e architetto italiano.

## Biografia
Giuseppe Cecchetto era figlio di Luigi e Virginia Paccagnella. Dopo la scuola di disegno "Pietro Selvatico" studiò all'Accademia di Belle Arti di Venezia e di Bologna; frequentò le lezioni private di pittura di Alessio Valerio con gli amici Giovanni Vianello, Ugo Valeri, Antonio Grinzato e Antonio Soranzo; fu supplente di Domenico Morelli nel Museo Artistico di Napoli e nel 1899 compagno di corso di Ardengo Soffici alla Scuola libera del nudo di Firenze. Eseguì il sipario liberty del nuovo teatro di Rovigo (1904, ora perduto) e decorò la chiesa di Santa Giustina a Teolo (1909). Nel 1911 venne ricoverato nell'ospedale psichiatrico di Brusegana, dove continuò a dipingere e dove morì nel 1951. I Musei Civici di Padova conservano il suo dipinto Donne con ventagli, databile ai primi anni del Novecento.